# Автомобільна промисловість у Португалії
Автомобільна промисловість Португалії — галузь економіки Португалії.

## Огляд

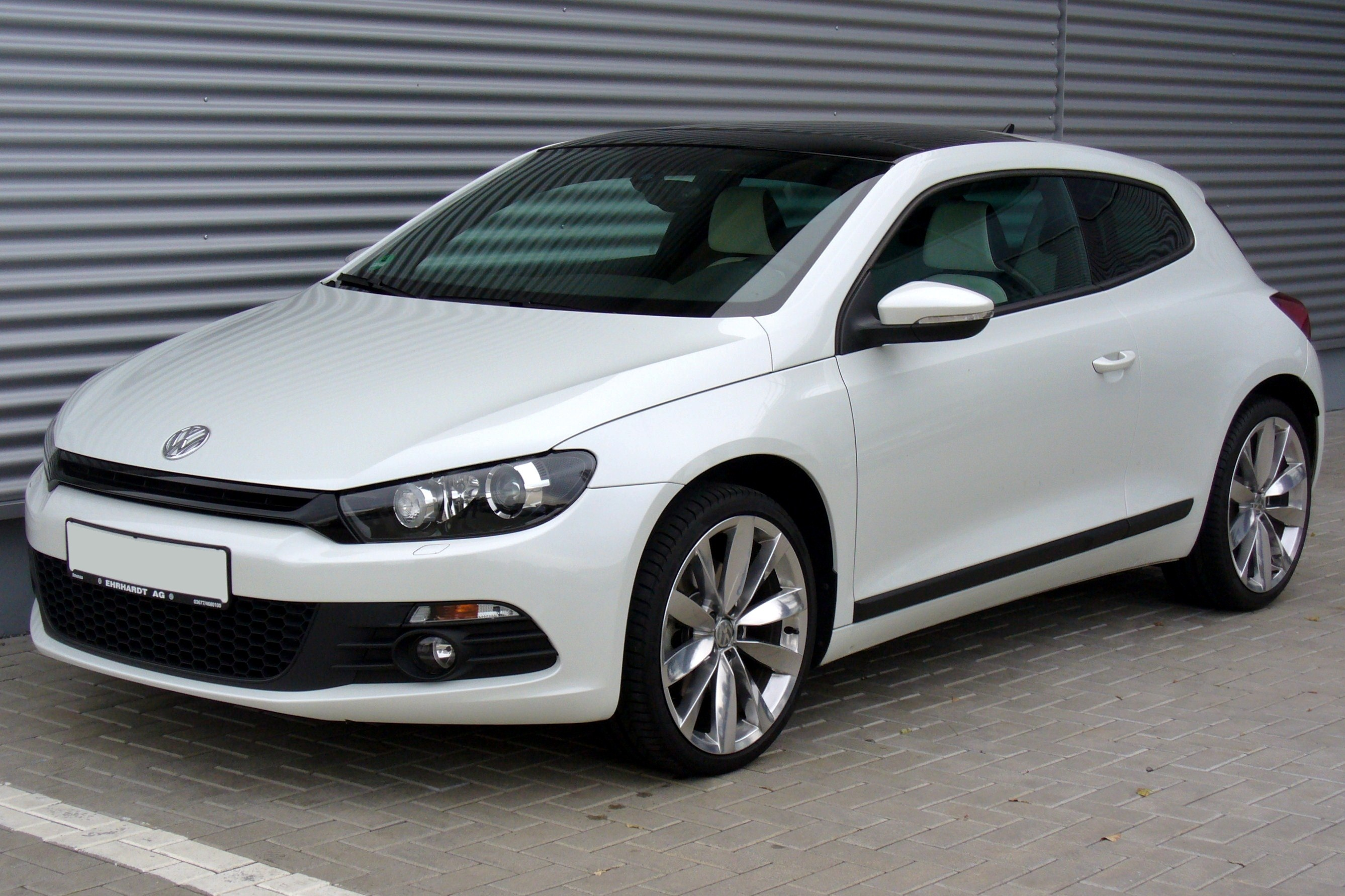
Volkswagen Scirocco (2008—2017)

Автомобільна промисловість Португалії є однією з наймолодших і найбільш перспективних галузей промисловості. Вона розвивається помітними темпами і загалом стабільно.
З введенням в експлуатацію в 1996 році автоскладального португальського підприємства AutoEuropa, орієнтованого переважно на складання, в автомобілебудуванні відбулося значне зростання і почався експорт продукції. Тоді, за 8 місяців показник складених в Португалії автомобілів зріс на 57%, тобто в півтора рази. На експорт йшло 63,4% всієї продукції. За інформацією національної автомобільної асоціації, обсяги річного виробництва цієї країни тепер складають понад 210 тисяч одиниць на рік, а загальна вартість СП AutoEuropa (спільний проєкт Ford і Volkswagen) — 3 млрд доларів.
З інших діючих в країні автоскладальних підприємств найбільшими є Opel Portugal, Ford Lusitano, Salvador Caetano, на частку яких разом з підприємством AutoEuropa припадає близько 90% складених автомобілів.

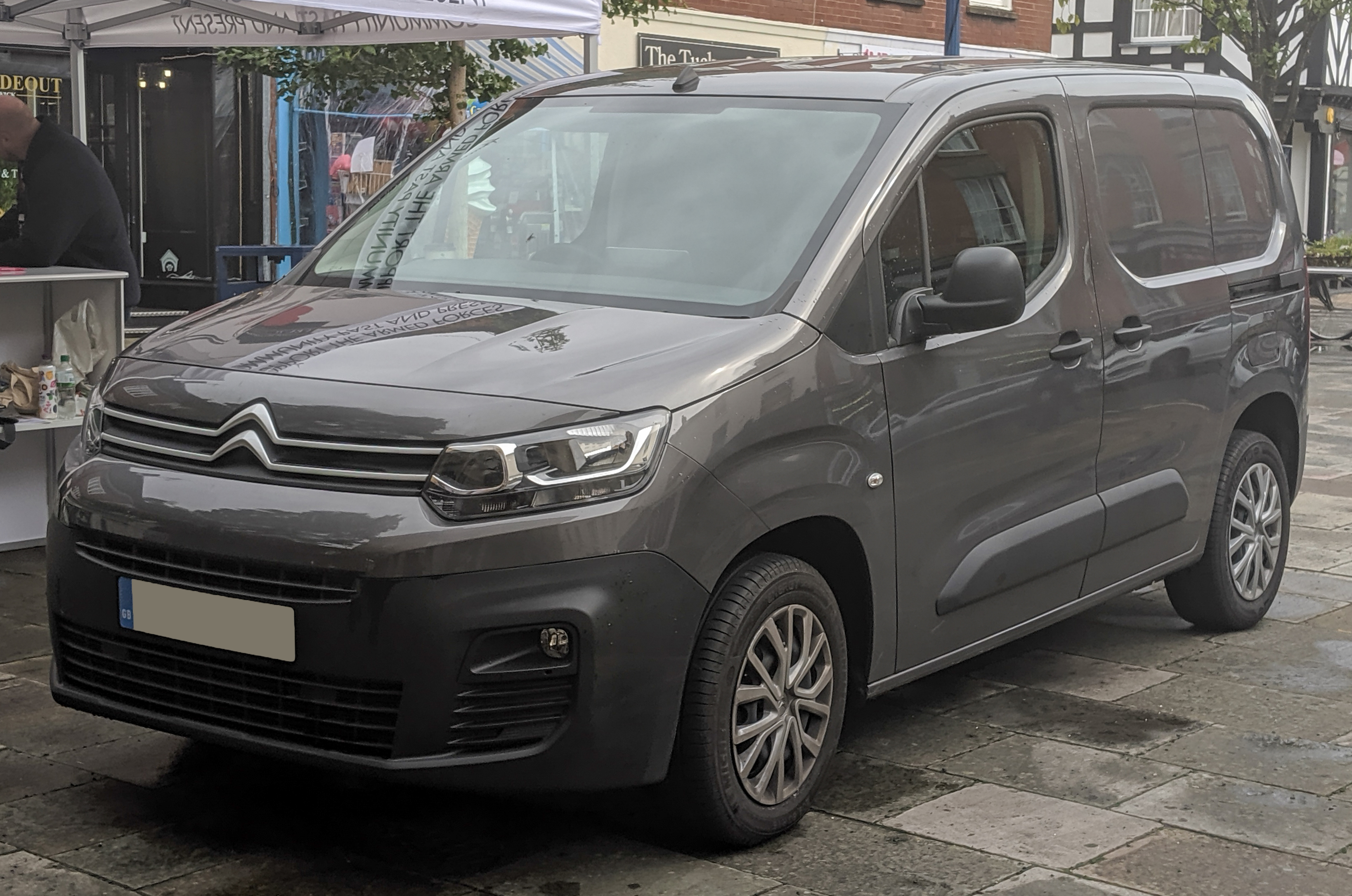
Citroën Berlingo III (2018—наш час)
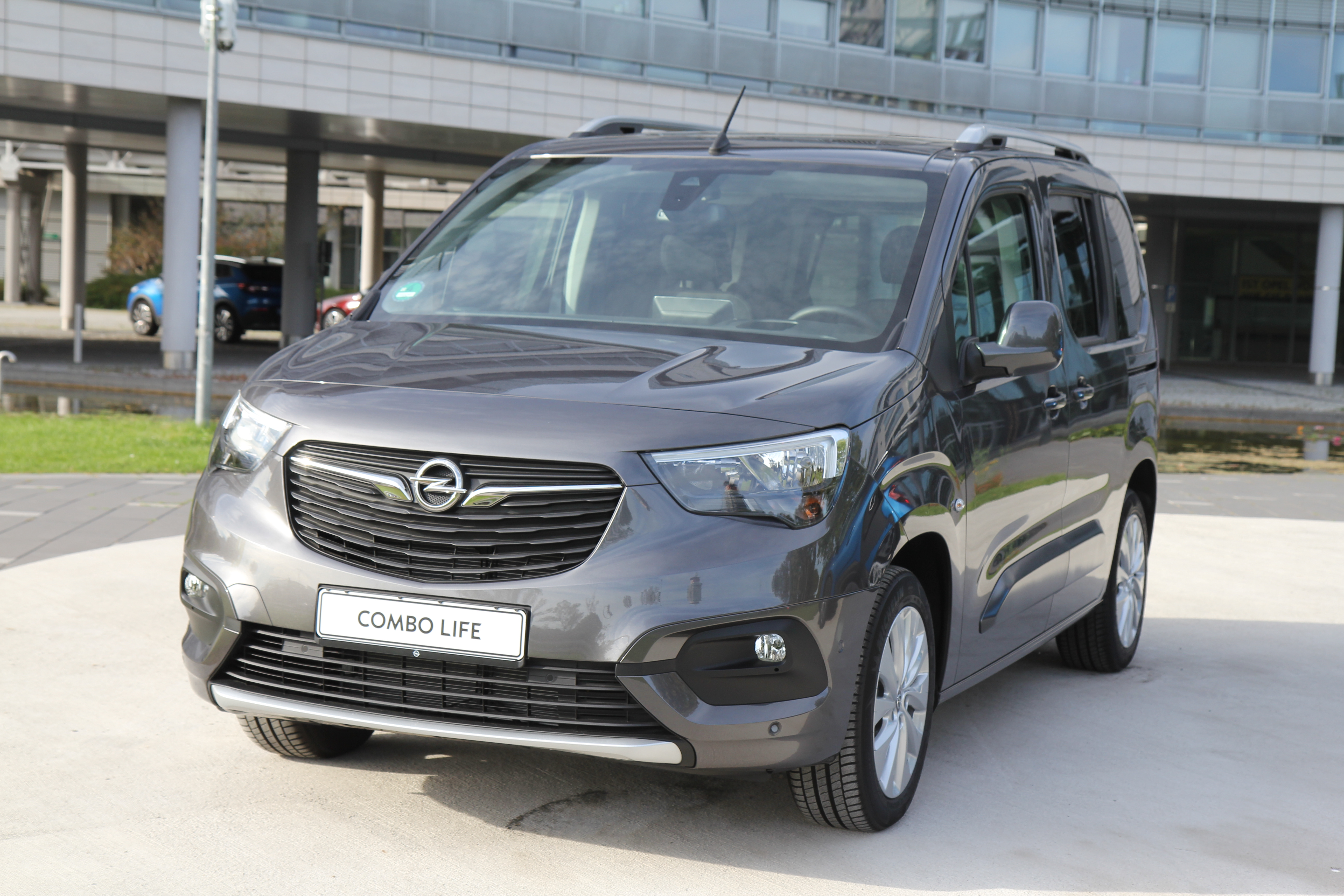
Opel Combo E (2018—наш час)
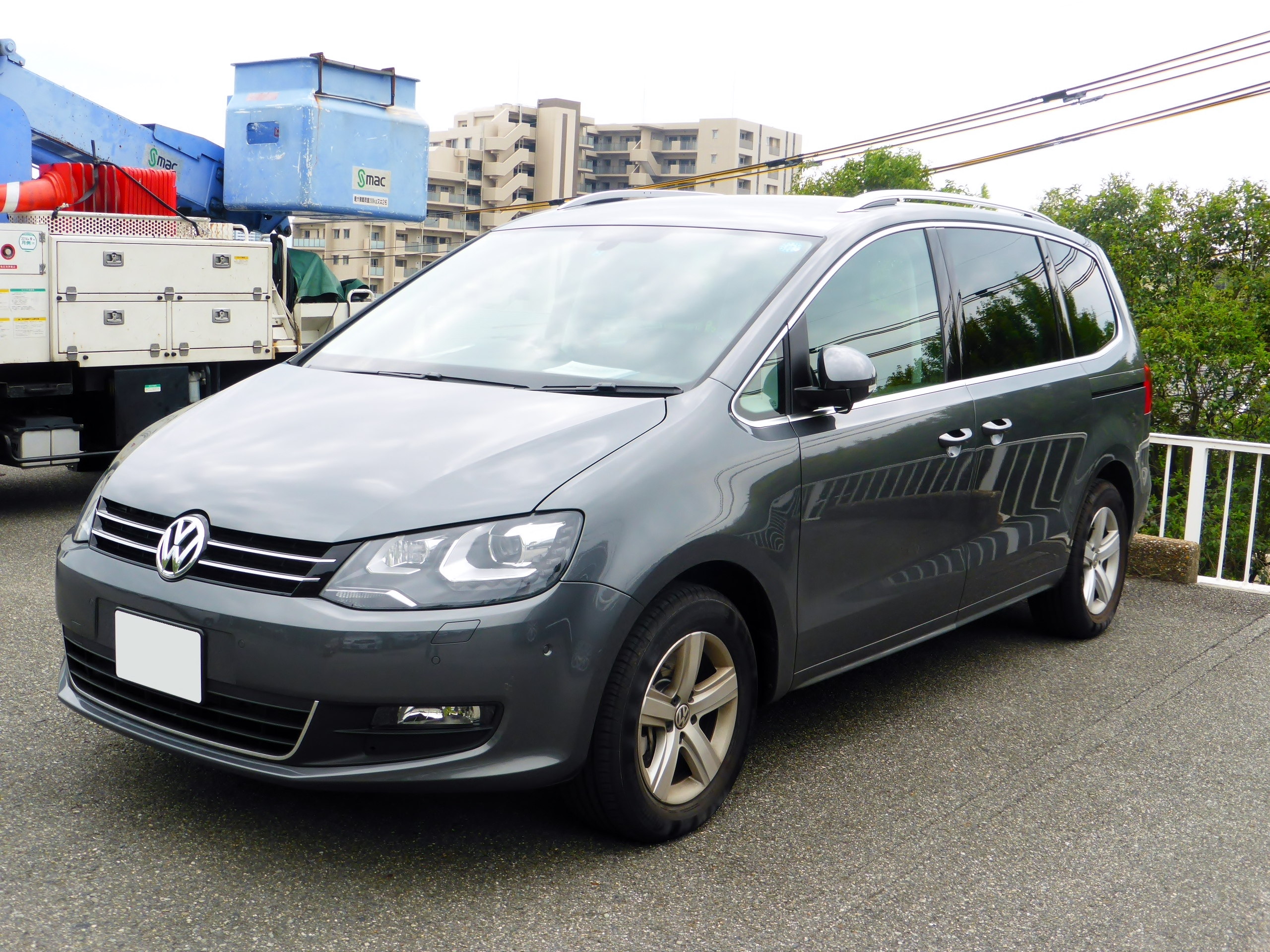
Volkswagen Sharan (2010—2022)
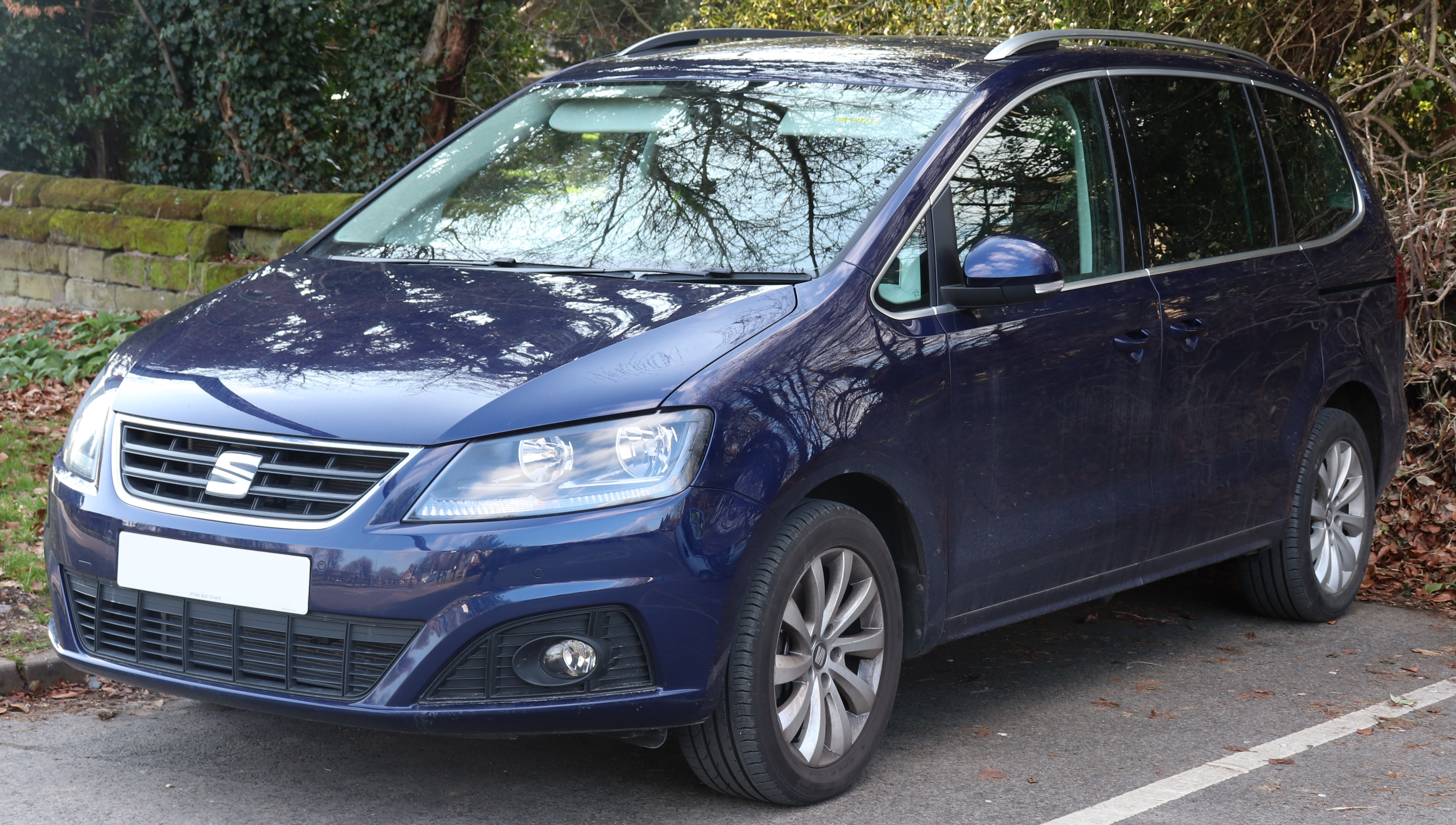
SEAT Alhambra (2010—2020)

## Виробники

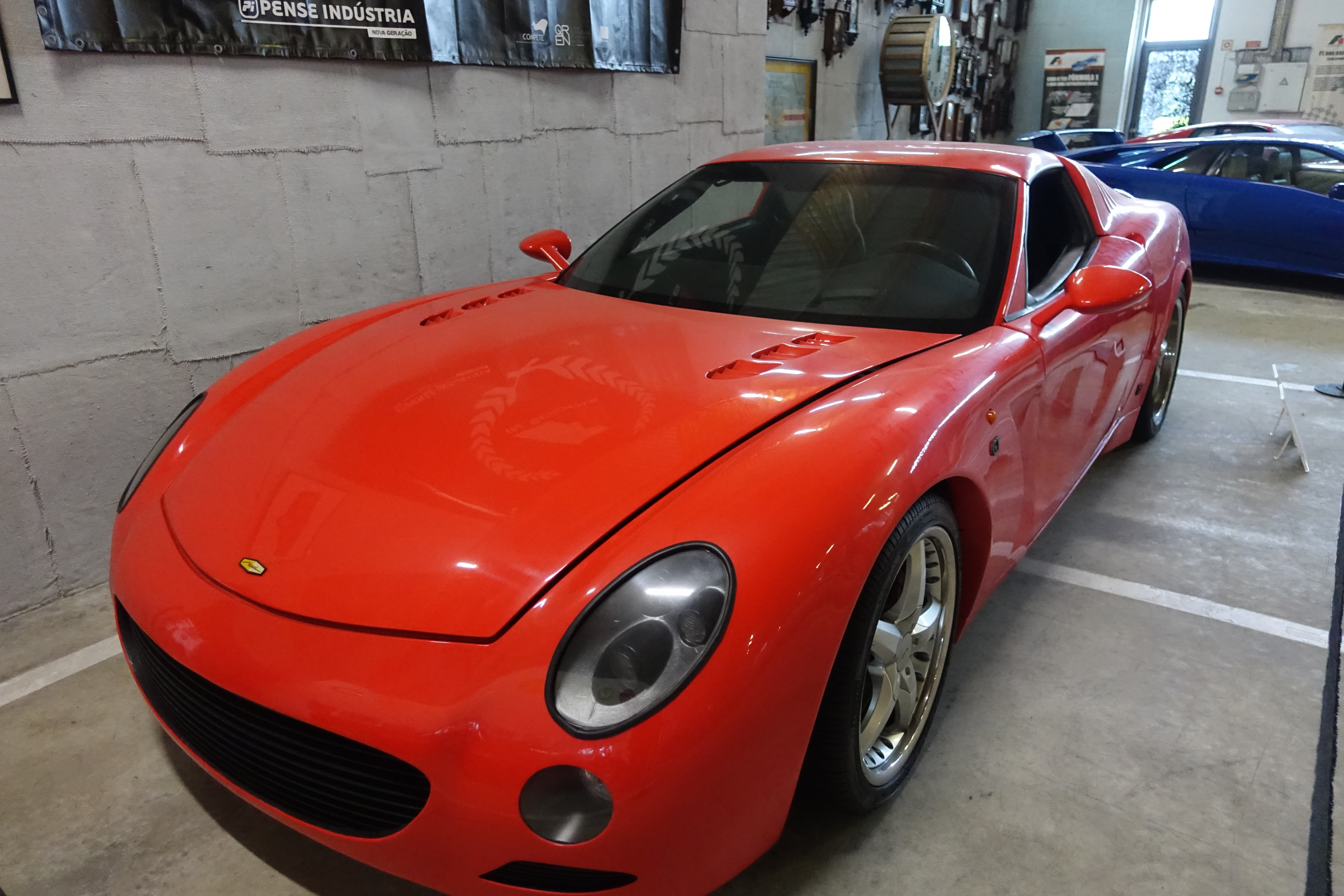
Vinci GT (2008)

- Volkswagen Autoeuropa
- Mitsubishi Fuso Tramagal Factory
- PSA Mangualde Plant
- Renault Cacia
- General Motors Azambuja Factory
- Isuzu Vendas Novas Factory
- Mitsubishi Motors de Portugal

## Обсяг виробництва за роками
У 2019 році було вироблено 345,704 автомобілі, таким чином він став піковим для автомобільної промисловості Португалії.

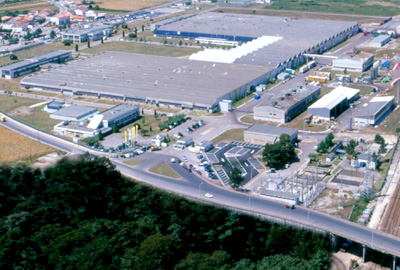
Завод Renault Cacia в парафії Касія

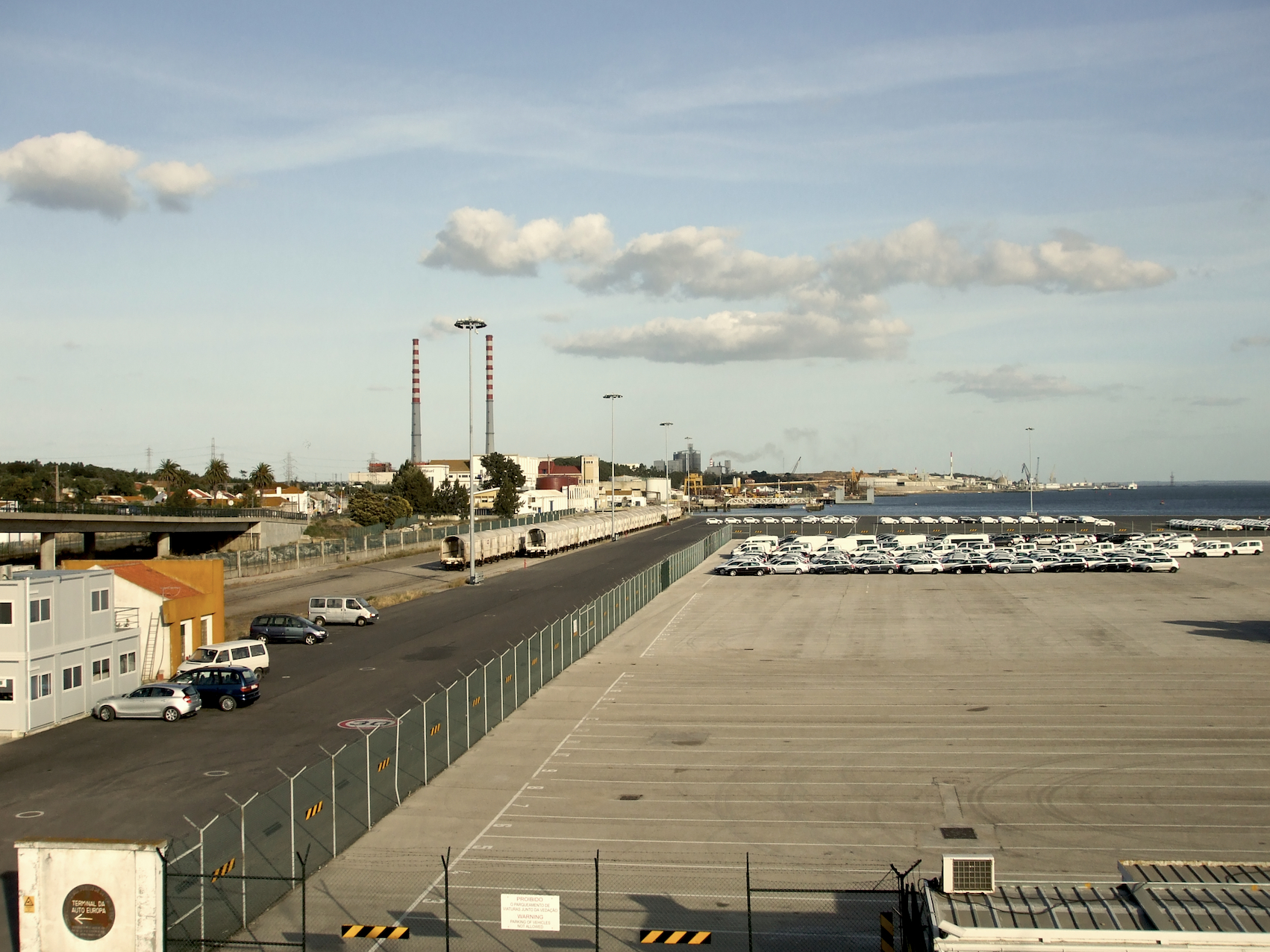
Автомобілі Volkswagen (AutoEuropa) в морському порту Сетубал

| Рік  | Обсяг виробництва |
| ---- | ----------------- |
| 1980 | 91,000            |
| 1990 | 26,000            |
| 1995 | 57,000            |
| 2000 | 245,784           |
| 2005 | 226,834           |
| 2010 | 158,723           |
| 2011 | 192,242           |
| 2012 | 163,561           |
| 2013 | 154,016           |
| 2014 | 161,509           |
| 2015 | 156,626           |
| 2016 | 143,096           |
| 2017 | 175,544           |
| 2018 | 294,366           |
| 2019 | 345,704           |
| 2020 | 264,236           |
| 2021 | 289,954           |
| 2022 | 322,404           |
| 2023 | 318,231           |